# Tratado de Jay

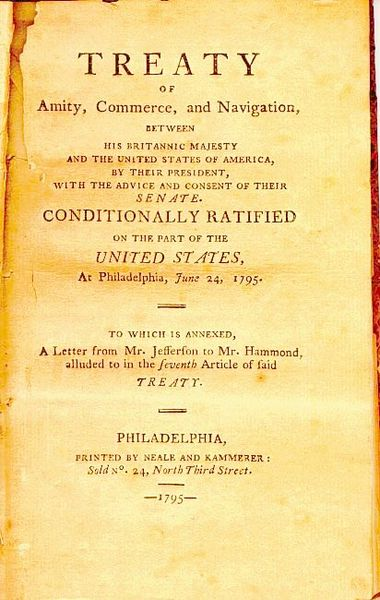
Treaty of Amity, Commerce, and Navigation, Between His Britannic Majesty and the United States of America

O Tratado de Amizade, Comércio e Navegação, entre Sua Majestade Britânica e os Estados Unidos da América, (em inglês: Treaty of Amity, Commerce, and Navigation, Between His Britannic Majesty and the United States of America) comumente conhecido como Tratado de Jay, e também como Tratado Jay, foi um tratado de 1794 entre os Estados Unidos e a Grã-Bretanha que evitou a guerra, resolveu questões remanescentes desde o Tratado de Paris de 1783 (que encerrou a Guerra Revolucionária Americana), e facilitou dez anos de comércio pacífico entre os Estados Unidos e a Grã-Bretanha em meio às Guerras Revolucionárias Francesas, que começaram em 1792. O Tratado foi elaborado por Alexander Hamilton e apoiado pelo Presidente George Washington. Isso irritou a França e dividiu amargamente os americanos. Inflamou o novo crescimento de dois partidos opostos em todos os estados, os federalistas pró-Tratado e os republicanos jeffersonianos anti-Tratado.
O Tratado foi negociado por John Jay e conquistou muitos dos principais objetivos americanos. Isso incluiu a retirada de unidades do exército britânico de fortes no Território do Noroeste que se recusou a renunciar sob o Tratado de Paz de Paris. Os britânicos estavam retaliando pelo fato de os Estados Unidos terem renegado os Artigos 4 e 6 do tratado de 1783; Os tribunais estaduais americanos impediram a cobrança de dívidas dos credores britânicos e mantiveram o confisco contínuo de propriedades legalistas, apesar de um entendimento explícito de que os processos seriam imediatamente interrompidos. As partes concordaram que as disputas sobre dívidas de guerra e a fronteira americano-canadense deveriam ser enviadas para arbitragem— um dos primeiros grandes usos da arbitragem na história diplomática moderna. Isso abriu um precedente usado por outras nações. Os americanos receberam direitos limitados de comércio com colônias britânicas no Caribe em troca de alguns limites na exportação americana de algodão.
O tratado Jay foi assinado em 19 de novembro de 1794, durante a reação termidoriana na na França, e submetido ao Senado dos Estados Unidos para seu conselho e consentimento em junho seguinte. Foi ratificado pelo Senado em 24 de junho de 1795, por maioria de dois terços de 20 a 10 (exatamente o número mínimo necessário para a concordância). Também foi ratificado pelo governo britânico e entrou em vigor em 29 de fevereiro de 1796, dia em que as ratificações foram oficialmente trocadas.
O tratado foi muito contestado pelos jeffersonianos em cada estado. Foi feito um esforço para bloqueá-lo na Câmara, que acabou fracassando. Os jeffersonianos temiam que laços econômicos ou políticos mais estreitos com a Grã-Bretanha fortaleceriam o Partido Federalista de Hamilton, promoveriam a aristocracia e enfraqueceriam o republicanismo. Esse debate cristalizou as divisões partidárias emergentes e moldou o novo "Sistema do Primeiro Partido", com os federalistas favorecendo os britânicos e os republicanos jeffersonianos a favor da França. O tratado tinha a duração de dez anos. Os esforços não chegaram a um acordo sobre um tratado de substituição em 1806, quando Jefferson rejeitou o Tratado Monroe-Pinkney, à medida que as tensões aumentavam em direção à Guerra de 1812.